# Guillermo Arellano
Guillermo Arellano (21 de agosto de 1908 - 16 de fevereiro de 1999) foi um futebolista chileno. Ele competiu na Copa do Mundo de 1930, sediada no Uruguai.